# マクドナルド・ベイリー
マクドナルド・ベイリー（Emmanuel McDonald Bailey、1920年12月8日 - 2013年12月4日）は、トリニダード・トバゴ出身でイギリスの陸上競技選手。1952年ヘルシンキオリンピックの銅メダリストである。

## 経歴
ベイリーは、まだポートオブスペインの学校に通っていた1937年、220ヤード競走で21.5秒の国内新記録を樹立。17歳となった翌年は、英国選手権に出場したが準決勝で敗退している。その後第二次世界大戦のため、彼のキャリアは中断してしまう。
1944年、ベイリーは英国空軍に入隊するため再びイギリスに招かれ、フランス戦線に参加。戦後は、1946年に開催された中米カリブ海ゲームズにトリニダード・トバゴの主将として参加。100mと4×100mリレーの2種目で銅メダルを獲得した。
1947年の後半に、ベイリーは足を故障し、翌年になっても万全の状態に回復しなかったことから、トリニダード・トバゴのロンドンオリンピックの派遣選手からはずされることとなった。そのため、父親からイギリスの代表としてオリンピックに出場することを勧められたことでイギリスにわたり、ロンドンオリンピックでは100mで6位という結果を残した。
1949年には、ベイリーの足の状態も回復。同年にはレイキャビクにおいて、100mで10.2秒の世界タイ記録を樹立する。しかし、このレースでは主催者が風力計を設置することを怠ったため公認されることはなかった。しかし、1951年には、ベオグラードで再び10.2秒を出し、この記録は世界タイ記録として公認された。
翌年、ベイリーはロンドンに引き続いて、ヘルシンキオリンピックに連続出場を果たし、100m、200mと4×100mリレーの3種目に出場した。200mでは4位。4×100mリレーではイギリスチームの第1走者として出場するがこの種目でも4位となった。しかし、100mでは、ベイリーを含め4人のランナーが10.4秒の同タイムでゴールに突入。写真判定により、ベイリーはアメリカのリンディ・レミギノ、ジャマイカのハーバート・マッキンリーに次いで銅メダルを獲得した。
現役引退後、ベイリーは、ガイアナにあるイギリスの企業に勤務。その後、トリニダード・トバゴに帰国し、石油会社に勤務。1964年東京オリンピックではコーチとしてオリンピックに再び戻ってきた。

## 主な実績
| 年   | 大会         | 場所                      | 種目         | 結果 | 記録  |
| ---- | ------------ | ------------------------- | ------------ | ---- | ----- |
| 1948 | オリンピック | ロンドン(イギリス)        | 100m         | 6位  | 10秒6 |
| 1952 | オリンピック | ヘルシンキ(フィンランド)  | 100m         | 3位  | 10秒4 |
| 1952 | オリンピック | ヘルシンキ (フィンランド) | 200m         | 4位  | 21秒0 |
| 1952 | オリンピック | ヘルシンキ (フィンランド) | 4×100mリレー | 4位  | 40秒6 |